# 阿拉伯國家聯盟對以色列的抵制
阿拉伯國家聯盟對以色列的抵制（阿拉伯语：‎）是該組織及其成員國對以色列與阿拉伯國家之經濟與其它關係的抵制政策，旨在阻止與以色列的所有貿易往來以削弱其經濟與軍事實力。在該行動發起之後的一段時間，抵制政策也被延伸到了與以色列有貿易往來的企業當中。

## 歷史
1945年12月，阿拉伯國家聯盟開始針對依舒夫（以色列建國前的巴勒斯坦猶太人社區）進行有組織的抵制，并在《以色列獨立宣言》發佈后一直持續、以表示對以色列的反對。同時，抵制的目的也是爲了弱化巴勒斯坦地區的猶太工業與威懾阿利亞運動在該地區帶來的猶太移民潮。抵制政策對以色列無疑造成了一定的負面作用，卻并未成功地爲該國的經濟帶來不良影響。以色列仍然將其自身塑造成了該地區最大的經濟體，并設法規避抵制、采用一系列的反制措施與阿拉伯和穆斯林世界進行著各種私下交易。多年來此類抵制隨著時間的推移而經歷了多次變化，而部分阿拉伯國家聯盟的成員國也因效力式微而逐漸放棄施行該政策。